# Etheostoma ramseyi
Etheostoma ramseyi är en fiskart som beskrevs av Royal D. Suttkus och Bailey, 1994. Etheostoma ramseyi ingår i släktet Etheostoma och familjen abborrfiskar. Inga underarter finns listade i Catalogue of Life.